# Bansalan, Davao del Sur

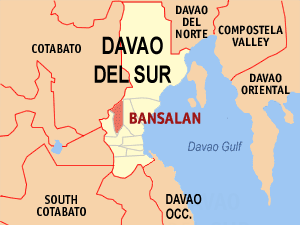
Bản đồ của Davao del Sur với vị trí của Bansalan

Bansalan là một đô thị hạng 2 ở tỉnh Davao del Sur, Philippines. Theo điều tra dân số năm 2000, đô thị này có dân số 51.781 người trong 11.073 hộ.

## Các đơn vị hành chính
Bansalan được chia thành 25 barangay.
| - Alegre - Alta Vista - Anonang - Bitaug - Bonifacio - Buenavista - Darapuay - Dolo - Eman - Kinuskusan - Libertad - Linawan - Mabuhay | - Mabunga - Managa - Marber - New Clarin - Poblacion - Rizal - Santo Niño - Sibayan - Tinongtongan - Tubod - Union - Poblacion Dos |